# 1271 w polityce
Wydarzenia polityczne w 1271 roku.

## Wydarzenia
- Kubilaj-chan został cesarzem Chin[1].

## Zmarli
- Warcisław II gdański, książę pomorski[2].